# Höktjärnen (Föllinge socken, Jämtland)
Höktjärnen är en sjö i Krokoms kommun i Jämtland och ingår i Indalsälvens huvudavrinningsområde. Sjön har en area på 0,748 kvadratkilometer och ligger 626,1 meter över havet. Sjön avvattnas av vattendraget Höktjärnbäcken.

## Delavrinningsområde
Höktjärnen ingår i det delavrinningsområde (707958-141869) som SMHI kallar för Mynnar i Skärvångsån. Medelhöjden är 648 meter över havet och ytan är 10,92 kvadratkilometer. Det finns inga avrinningsområden uppströms utan avrinningsområdet är högsta punkten. Höktjärnbäcken som avvattnar avrinningsområdet har biflödesordning 4, vilket innebär att vattnet flödar genom totalt 4 vattendrag innan det når havet efter 301 kilometer. Avrinningsområdet består mestadels av skog (52 procent) och sankmarker (41 procent). Avrinningsområdet har 0,75 kvadratkilometer vattenytor vilket ger det en sjöprocent på 6,9 procent.